# Himno a Atón

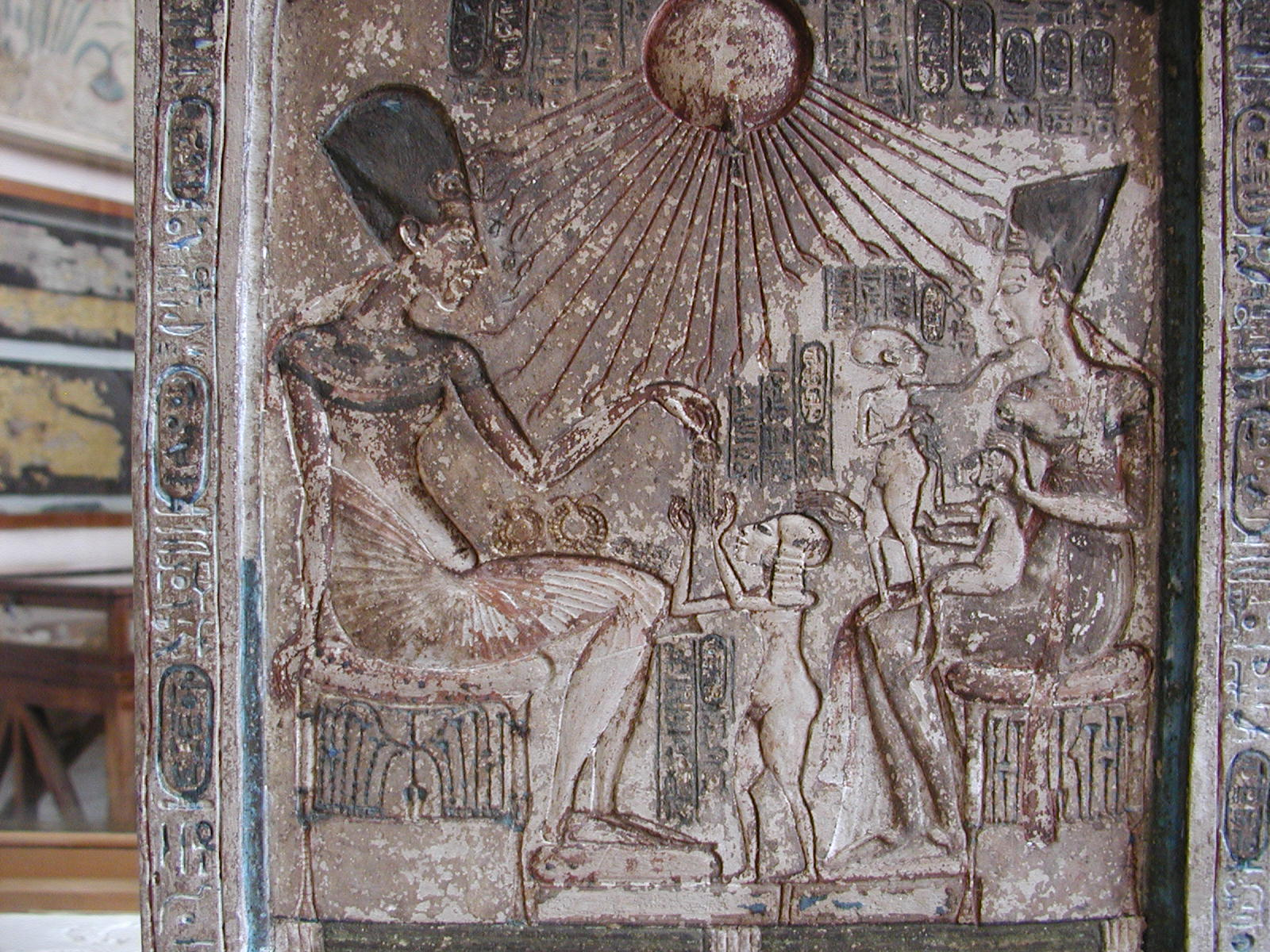
Atón desplegando sus rayos sobre Ajenatón y su familia.

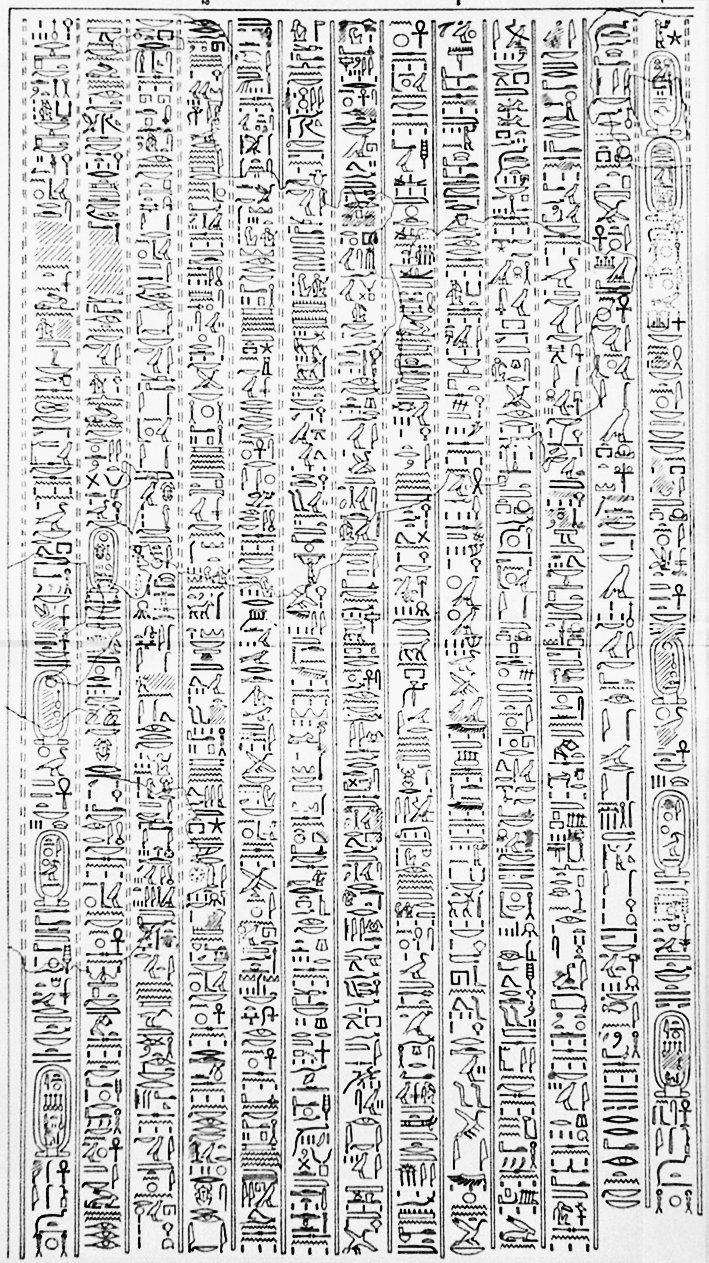
Himno a Atón en jeroglíficos.

El Himno a Atón se considera una obra magistral de la literatura religiosa.
Este canto de amor y entusiasmo, el más vibrante que haya legado la literatura del Antiguo Egipto, pudo haber sido compuesto por Ajenatón, hacia 1360 a. C., aunque posiblemente no fuese redactado por el faraón en persona, pues rememora textos de plegarias más antiguas que glorificaban a Osiris o Amón en los mismos términos.
Se encontraron varias versiones parecidas en las sepulturas de los dignatarios de Ajetatón, aunque el documento más completo, el llamado Gran Himno a Atón, procede de la tumba del faraón Ay, donde fue hallado por Urbain Bouriant. 
He aquí unas líneas de este himno: 

Apareces henchido de belleza en el horizonte del cielo,
Disco viviente, que das comienzo a la Vida.
Al alzarte sobre el horizonte de Levante 
llenas los países con tu perfección.
Eres hermoso, grande, brillante, alto por sobre tu Universo.
Tus rayos cubren los países hasta el confín de lo que creaste.
Porque eres el Sol, los has conquistado hasta sus confines 
y los sujetas para tu Hijo al que amas.
Por lejos que estés, tus rayos tocan la Tierra.
Estás ante nuestros ojos, pero Tu camino sigue siéndonos ignoto.
Cuando te ocultas en el horizonte de Poniente 
el Universo se sumerge en las tinieblas y queda como muerto. 
Los hombres duermen en sus moradas con la cabeza tapada 
y ninguno puede ver a su hermano...
El mundo yace en silencio. 
Es que Su Creador reposa tras el horizonte. 
Pero, al alba, desde que te alzas en el horizonte 
y brillas, Disco del Sol, durante el día, 
expulsas a las tinieblas e irradias tus rayos.
Entonces, el Doble País es una fiesta...
Himno a Atón; traducción de Guillermo Fatás.

El Himno a Atón inspiró posiblemente el salmo CIV de la Biblia, aunque esto es algo aún controvertido. El compositor moderno Philip Glass le puso música en uno de los pasajes de su ópera Akenatón. En la película de 1954 Sinuhé el egipcio, dirigida por Michael Curtis y con música de Alfred Newman y Bernard Herrmann se puede escuchar, asimismo, un intento de reconstrucción musical del mismo.